# SNAV Virgo
Lo SNAV Virgo è un traghetto appartenente alla compagnia di navigazione italiana SNAV.

## Servizio
Varato il 21 novembre 1998 nei cantieri navali Rodriquez di Pietra Ligure con il nome di Isola di Capraia e consegnato il 3 giugno 1999 alla Toremar, prende servizio nello stesso mese nei collegamenti tra Piombino, Rio Marina e Porto Azzurro, aggiungendosi al già presente Planasia, ed in quelli tra Piombino e Portoferraio.
Dal 2003 al 2005 viene noleggiato nel periodo invernale all'Adriatica di Navigazione ed impiegato nei collegamenti tra Termoli e le Isole Tremiti. Nel periodo estivo, torna invece ad operare nei collegamenti tra Piombino e l'Isola d'Elba.
Nel 2005, con l'entrata in flotta del Giovanni Bellini ed il suo impiego nei collegamenti tra Piombino, Rio Marina e Porto Azzurro, viene definitivamente trasferito nei collegamenti per le Tremiti.
Nel 2007 viene trasferito ufficialmente sotto le insegne della Tirrenia di Navigazione, continuando ad operare sulla stessa rotta.

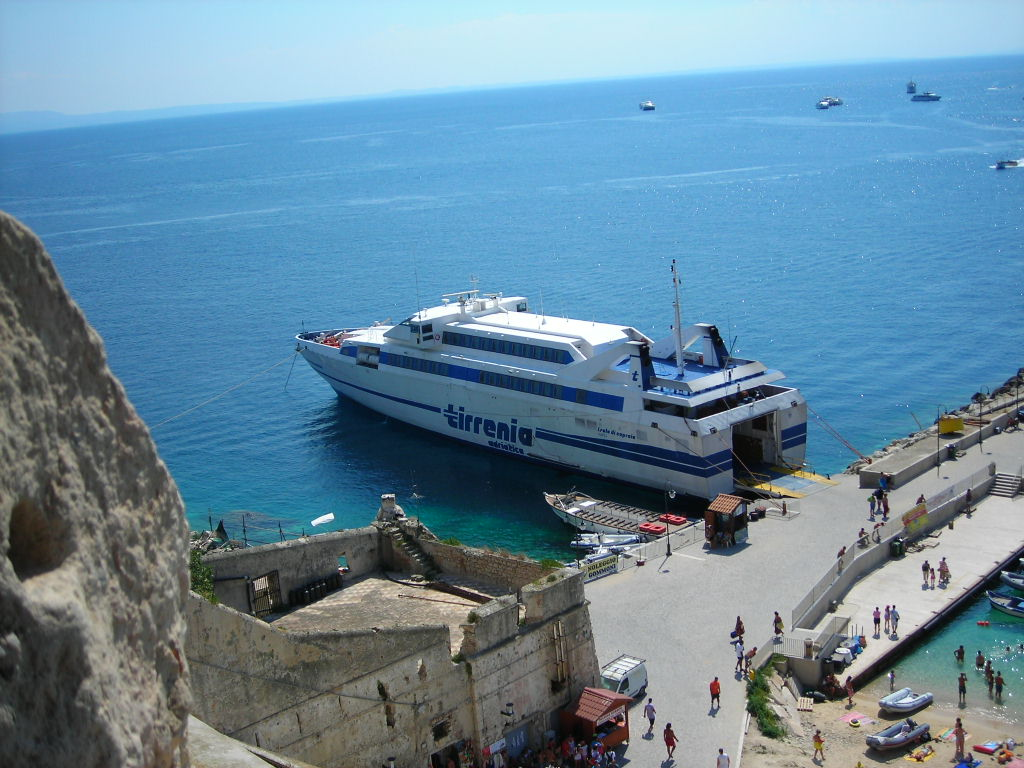
L'Isola di Capraia ormeggiato a San Nicola nel 2009.

Il 24 maggio 2020 entra in collisione con la diga foranea del porto di San Nicola a causa di un problema meccanico. Successivamente riesce a disincagliarsi con i propri mezzi e, non avendo riportato danni di spessore, riprende il regolare servizio.
Nel dicembre del 2021 viene venduto alla Caremar, venendo sostituito sulla propria rotta dall'HSC Santa Lucia dell'NLG. Successivamente, viene trasferita a Napoli e subito dopo viene saltuariamente impiegata nei collegamenti tra Formia, Ponza e Ventotene per un breve periodo. Da novembre 2022 ad Aprile 2023 viene sottoposta ad importanti lavori di restyling "compresi gli interni che sono stati totalmente rinnovati".
Nel maggio del 2023 prende servizio con livrea Caremar per un brevissimo perido nei collegamenti tra Napoli, Procida ed Ischia. Con l'inizio della stagione estiva viene noleggiata alla SNAV e prende servizio nei collegamenti tra Napoli, Castellammare di Stabia, Sorrento e Capri; a fine 2023 viene definitivamente acquistata.

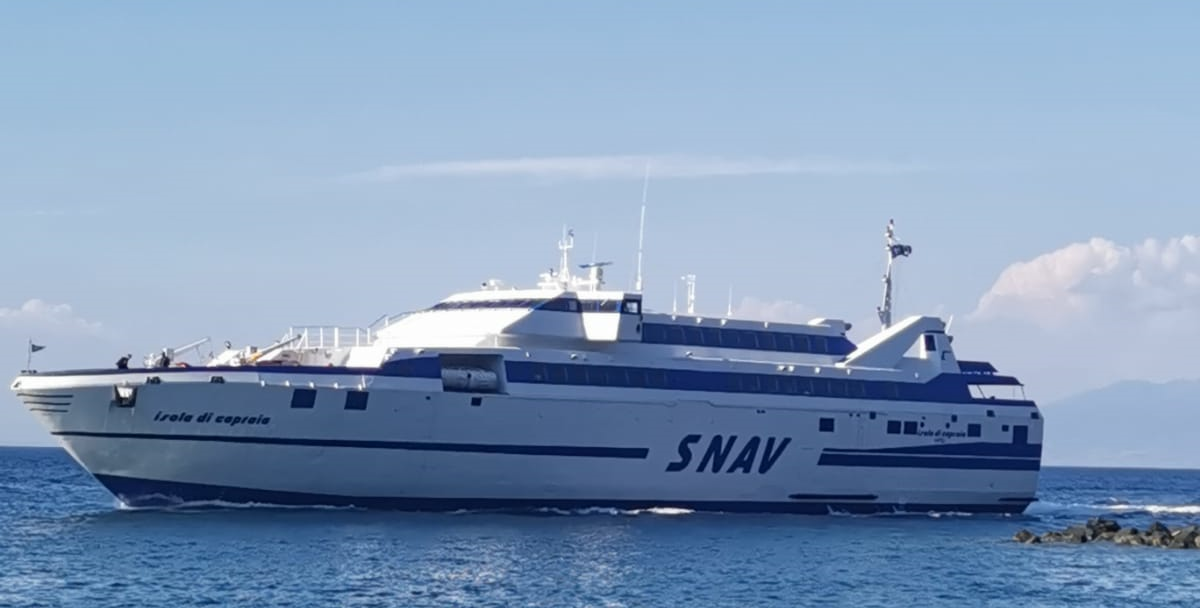
L'Isola di Capraia in navigazione nel 2023.

Nel gennaio del 2024 viene noleggiato alla NLG ed impiegato nei collegamenti tra Termoli e le Isole Tremiti.
Terminato il noleggio, torna ad operare per SNAV.
Nel marzo del 2024 viene ribattezzato SNAV Virgo e trasferito ufficialmente sotto le insegne della SNAV.

## Navi gemelle
- Isola di Capri
- Isola di Procida
- Isola di Vulcano